# María Teresa Tula
María Teresa Tula (Izalco, El Salvador, 23 de abril de 1951) es una escritora política y activista salvadoreña asociada al grupo COMADRES. Este grupo apoya a las personas que han sido víctimas de la desaparición forzada o asesinato político en El Salvador.

## Biografía
Tula nació en Izalco el 23 de abril de 1951. Fue criada por su abuela y asistió a la escuela dos años antes de tener su primer hijo a los quince años, vivía con sus hermanos, hermanas y hermanastros. Conoció a José Rafael Canales Guevara, quien era herrero cuando tenía dieciséis años. Guevara fue arrestado por organizar a los trabajadores contra la dirección. Tula se unió al grupo llamado COMADRES, una agrupación que creada en 1977, con el apoyo del entonces arzobispo de El Salvador, Oscar Arnulfo Romero; el arzobispo fue asesinado en 1980 al igual que el marido de Tula. El cuerpo de su marido fue encontrado con una herida de bala en la cabeza dos días después de que las personas, que dijeron que eran policías, se lo llevaron para ayudarlo en una investigación de robo. Se dijo que el marido de Tula había sido testigo del crimen.
1980 fue el año en que el gobierno y la oposición se atrincheraron. La oposición política y militar estaba sujeta a los escuadrones de la muerte que mataron a 1000 personas por mes. Después de la muerte de su esposo, Tula trabajó a tiempo completo para COMADRES, algunos de sus compañeros activistas fueron capturados y asesinados, pero COMADRES no evitó la controversia y sus trabajadores visitaron vertederos para fotografiar cuerpos para que las familias supieran el destino de los "desaparecidos". También Tula fue amenazada.
Tula se fue a México con sus cuatro hijos en 1982, donde continuó su activismo en la Ciudad de México. La resolución de Tula se fortaleció en 1984 cuando su organización recibió el Premio Robert F. Kennedy del Centro por la Justicia y los Derechos Humanos. Este premio se otorga a aquellos que demuestran coraje y han hecho una contribución significativa a los derechos humanos en su país.
Hasta 1985 realizó una gira por Canadá y Europa hablando con feministas y otras personas sobre la causa. Visitó al menos ocho países y durante este viaje se dio cuenta de cómo las ideas del feminismo podían usarse en su país. Tula fue torturada y violada después de regresar a su país de origen en 1986. Había regresado a trabajar para COMADRES y fue liberada después de cuatro meses debido a la presión internacional que destacó su maltrato. 
En 1987 llegó a los Estados Unidos, donde volvió a estar sujeta a la política. Ella solicitó asilo político, le costó siete años lograrlo. El gobierno estadounidense apoyaba al gobierno en El Salvador y, a pesar de que contaba con el apoyo personal de docenas de senadores, se encontraba acusada de terrorista. En 1994 consiguió asilo y Tula escribió Este es mi testimonio que documentaba su vida y sus opiniones.
Al año siguiente, se mudó a Minneápolis, donde encontró trabajo en una compañía de electrónica. 
Desde mediados de la década de 1990, ha trabajado para una organización de hermanamiento, llamada COCODA, que une comunidades en El Salvador con comunidades asociadas en los Estados Unidos. Tula es miembro emérita de esa organización.